# Вайлі (Колорадо)
Вайлі (англ. Wiley) — місто (англ. town) в США, в окрузі Проверс штату Колорадо. Населення — 437 осіб (2020).

## Географія
Вайлі розташоване за координатами 38°9′21″ пн. ш. 102°43′9″ зх. д. / 38.15583° пн. ш. 102.71917° зх. д. (38.155929, -102.719198).  За даними Бюро перепису населення США в 2010 році місто мало площу 0,90 км², уся площа — суходіл. В 2017 році площа становила 0,79 км², уся площа — суходіл.

## Демографія
Згідно з переписом 2010 року, у місті мешкало 405 осіб у 162 домогосподарствах у складі 112 родин. Густота населення становила 448 осіб/км².  Було 196 помешкань (217/км²).
Расовий склад населення:
| - 83,0 % — білих - 0,7 % — чорних або афроамериканців - 0,5 % — азіатів - 0,2 % — вихідців з тихоокеанських островів - 13,8 % — осіб інших рас |

До двох чи більше рас належало 1,7 %. Частка іспаномовних становила 25,2 % від усіх жителів.
За віковим діапазоном населення розподілялося таким чином: 30,6 % — особи молодші 18 років, 61,0 % — особи у віці 18—64 років, 8,4 % — особи у віці 65 років та старші. Медіана віку мешканця становила 35,1 року. На 100 осіб жіночої статі у місті припадало 91,9 чоловіків;  на 100 жінок у віці від 18 років та старших — 93,8 чоловіків також старших 18 років.
Середній дохід на одне домашнє господарство  становив 49 600 доларів США (медіана — 40 583), а середній дохід на одну сім'ю — 45 973 долари (медіана — 40 417). За межею бідності перебувало 12,0 % осіб, у тому числі 37,7 % дітей у віці до 18 років та 6,7 % осіб у віці 65 років та старших.
Цивільне працевлаштоване населення становило 201 осіб. Основні галузі зайнятості: виробництво — 19,4 %, публічна адміністрація — 16,9 %, освіта, охорона здоров'я та соціальна допомога — 16,9 %.